# ローゼナウシュタディオン
ローゼナウシュタディオン(独: Rosenaustadion)は、ドイツ・バイエルン州アウクスブルクにある多目的競技場。FCアウクスブルクが2009年にインパルス・アレナを建設するまでホームスタジアムとして利用していた。1951年に建設されたスタジアムで、約32000人を収容する。

## ギャラリー

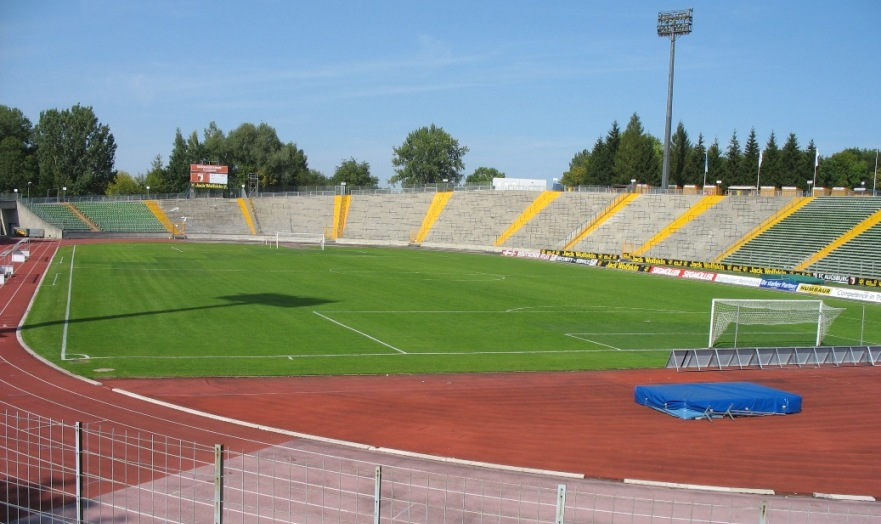
スタジアム内部
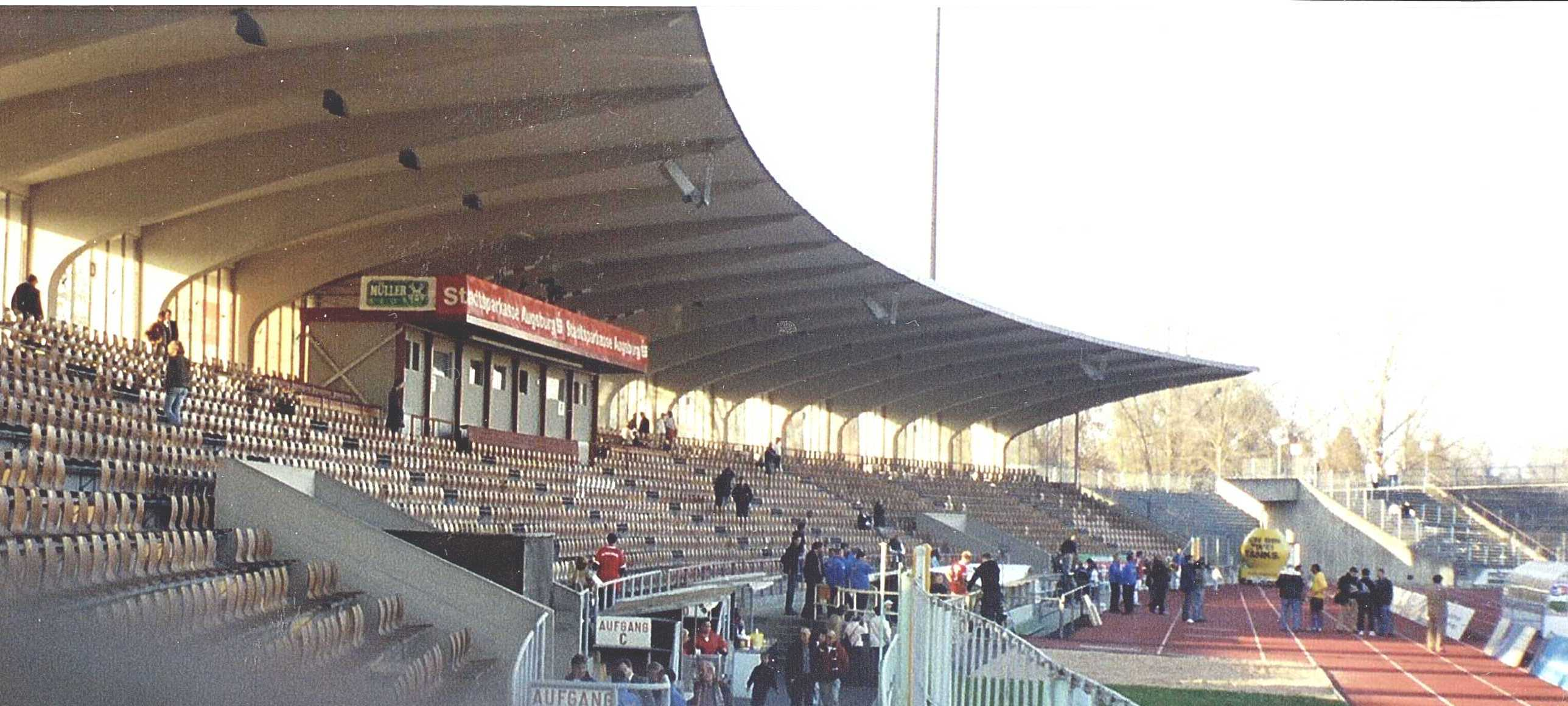
メインスタンド
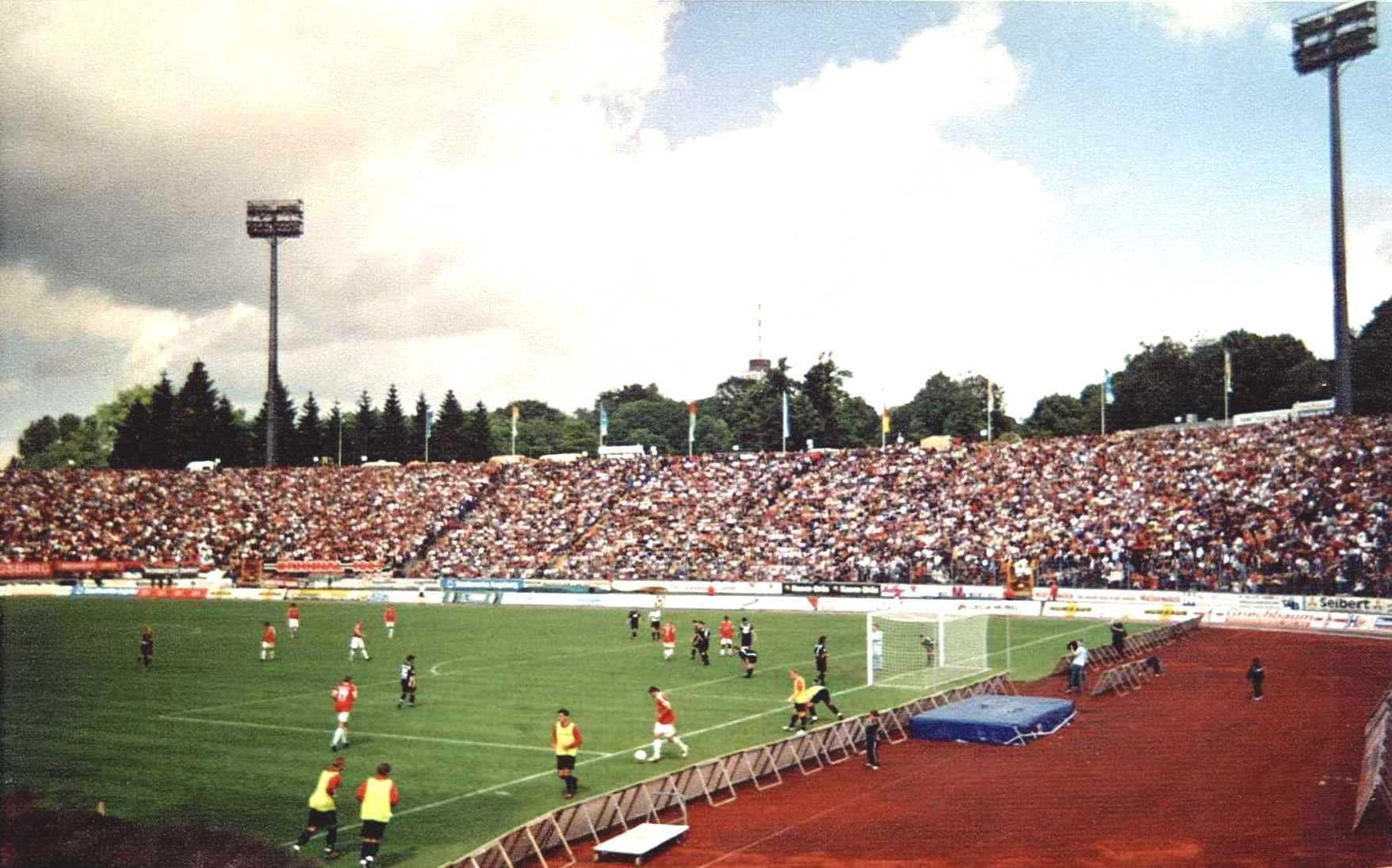
バックスタンド